# 郭小莊
郭小莊（1951年—），生於台灣臺北縣（今新北市），籍貫河南省滑縣，台灣京劇演員，工旦行，中國文化大學畢業，基督徒。
她從小進中華民國空軍大鵬劇隊附設的學生班（大鵬劇藝實驗學校，俗稱「小大鵬」）學京劇表演藝術，師從蘇盛軾等先生。十五歲時於中國文化大學教授俞大綱門下學戲劇文學，並開始發現「年輕人已不看京劇」的斷層危機。1970年代，曾以演員身分活躍於中視電視劇《一代紅顏》與電影《秋瑾》等演出。1977年俞大綱過世，成為她發願讓京劇迎向現代社會的契機。
1979年成立「雅音小集」（由畫家張大千所命名）之後，專注於京劇表演，由於雅音的戲碼為京劇呈現出嶄新風貌而廣受好評。主要演出作品有《王魁負桂英》、《白蛇與許仙》、《感天動地竇娥冤》、《梁祝》、《韓夫人》、《劉蘭芝與焦仲卿》、《孔雀膽》（《通濟橋》）、《紅綾恨》、《問天》、《瀟湘秋夜雨》、《歸越情》等。《問天》和《瀟湘秋夜雨》請來北京中國京劇院（現在的中國國家京劇院）的李廣伯參加創作，《歸越情》請了天津京劇院的續正泰。
1995年曾在中視主持訪談性節目「跨世紀成長－青春少年家」數集。
曾獲頒十大傑出女青年、國家文藝獎特別貢獻獎等，人生故事還列入台灣的國小與高中教材中。
2006年7月受洗成為基督徒。

## 外部連結
- 郭小莊的戲劇世界 （页面存档备份，存于）

- 台灣京劇名伶郭小莊演講京劇生涯生動感人  （页面存档备份，存于）